# Persée (Lully)
Persée (LWV 60) ist eine Oper (Originalbezeichnung: „Tragédie en musique“) in einem Prolog und fünf Akten (sechs Bildern) von Jean-Baptiste Lully (Musik) mit einem Libretto von Philippe Quinault nach dem 4. Buch der Metamorphosen des Ovid. Die Uraufführung fand am 17. oder 18. April 1682 im Palais Royal der Pariser Oper statt.

## Handlung

### Prolog
Eine Bocage
Phronime und Megathyme unterhalten sich über ihre Gefährtin La Vertu (die Tugend), die sie für die Grundlage jede Glücks halten. La Vertu erscheint zusammen mit L’Innocence (der Unschuld), den Plaisirs innocents (unschuldigen Vergnügungen) und weiterem Gefolge. Sie sehnt sich nach einem ruhigen Rückzugsort, an dem sie den ständigen Angriffen der launenhaften Fortune (dem Glück) entgehen kann. Phronime und Megathyme und die anderen preisen La Vertu. Plötzlich entstehen überall in ländlichen Gegend prächtiger Schmuck, Statuen, vergoldete Blumen und Brunnen. La Fortune trifft zusammen mit La Magnificence (der Pracht), L’Abondance (dem Überfluss) und weiteren reich gekleideten Gefährten ein und bittet La Vertu um Frieden, denn ein edler Held (König Ludwig XIV.) habe ihr dies befohlen. Diesen Helden kennt auch La Vertue. Beide erkennen jetzt ihre gegenseitigen Vorzüge an und preisen den Helden, den die Götter zum Segen der Menschheit auf die Erde schickten. Früher hatten sie bereits in Persée ein Abbild dieses Helden geschaffen, und La Fortune bat Apollon, jenen heute erneut zum Leben zu erwecken.

### Kurzfassung
1. Akt. Der aithiopische König Céphée, seine Gattin Cassiope und deren Schwester Mérope fürchten den Zorn der Göttin Juno, die sich von Cassiope beleidigt fühlt und aus Rache die Gorgone Méduse gegen das Land gesandt hat. Jeder, der sie diese anblickt, wird unverzüglich in Stein verwandelt. Um Juno zu besänftigen, werden ihr zu Ehren Spiele veranstaltet. Außerdem hat der Held Persée, ein Sohn Jupiters, versprochen, gegen Méduse zu kämpfen. Céphée verspricht ihm als Lohn die Hand seiner Tochter Andromède, die jedoch mit seinem Bruder Phinée verlobt ist. Mérope wiederum ist in Persée verliebt. Die Spiele müssen bereits kurz nach ihrem Beginn abgebrochen werden, als Nachrichten über neue Opfer Méduses eintreffen.
2. Akt. Phinée will Andromède nicht aufgeben. Diese hält zunächst zu ihm, erklärt dann aber doch Persée ihre Liebe. Der Götterbote Mercure verspricht Persée göttliche Hilfe bei seinem Kampf gegen Méduse. Er erhält ein Schwert und geflügelte Schuhe von Vulkan, einen Zauberschild von Pallas und den Helm Plutos.
3. Akt. Mercure versetzt Méduse und ihre beiden Gefährtinnen in Schlaf, und Persée trennt ihr den Kopf vom Leib.
4. Akt. Während die Aithiopier auf die Rückkehr Persées warten, lässt die noch immer zürnende Juno Andromède von Tritonen und Nereiden entführen, um sie einem Meeresungeheuer zum Fraß vorzuwerfen. Persée kann sie im letzten Moment retten.
5. Akt. Phinée verbündet sich mit Juno und entfesselt einen Aufstand, um die Hochzeit von Persée und Andromède zu unterbinden. Mérope warnt die anderen noch rechtzeitig, und Persée besiegt die zahlenmäßig überlegenen Gegner, indem er ihnen das Haupt Méduses zeigt und sie in Stein verwandelt. Zum Abschluss verkündet die Göttin Vénus, dass Juno ihren Zorn aufgegeben habe. Persée und Andromède können heiraten und werden wie auch Cassiope und Céphée als Sternbilder in den Himmel versetzt.

### Erster Akt
Prächtig geschmückter und für die Spiele zu Ehren Junos vorbereiteter öffentlicher Platz
Szene 1. Der aithiopische König Céphée, seine Gattin Cassiope und deren Schwester Mérope fürchten den Zorn der Göttin Juno, die sich von Cassiope beleidigt fühlt und aus Rache die Gorgone Méduse gegen das Land gesandt hat. Jeder, der sie diese anblickt, wird unverzüglich in Stein verwandelt. Um Juno zu besänftigen, werden ihr zu Ehren Spiele veranstaltet. Außerdem hofft Céphée auf Hilfe durch den Helden Persée, einen Sohn Jupiters.
Szene 2. Cassiope wünscht, Persée durch eine Heirat mit ihrer Tochter Andromède enger mit der Familie zu verbinden. Diese ist jedoch bereits mit Céphées Bruder Phinée verlobt. Mérope weiß, dass Persée (den sie selbst ohne viel Hoffnung liebt) ein Auge auf Andromède geworfen hat. Die beiden Frauen glauben, dass nur die Zeit die Wunden der Liebe heilen kann.
Szene 3. Méropes letzte Hoffnung ist die bevorstehende Hochzeit von Phinée und Andromède (Arie Mérope: „Ah! Je garderai bien mon coeur“).
Szene 4. Phinée ist eifersüchtig, weil Andromède in letzter Zeit so viel Interesse an Persée zeigt. Er glaubt ihren Beteuerungen nicht, dass sie weiterhin nur ihn liebe. Mérope unterstützt Phinée (Terzett Mérope/Andromède/Phinée: „Ah! Que l’amour cause d’alarmes“).
Szene 5. Vor dem versammelten Volk eröffnet Cassiope die Spiele. Alle flehen zur Göttin Juno, in ihrem Zorn nachzulassen. Die Spiele beginnen mit einem Tanz-Wettbewerb.
Szene 6. Die Spiele müssen abgebrochen werden, als Amphimédon von neuen Opfern Méduses berichtet. Alle fliehen entsetzt.

### Zweiter Akt
Die Gärten von Céphées Palast
Szene 1. Cassiope versucht vergeblich, Phinée dazu zu bewegen, auf Andromède zu verzichten. Mérope unterstützt ihn mit dem Hinweis darauf, dass Cassiope selbst die Verlobung angebahnt hatte.
Szene 2. Phinée versucht, auch Céphée auf seine Seite zu ziehen. Er glaubt nicht, dass Persée wirklich der Sohn eines Gottes ist. Persée hat jedoch bereits zugesagt, Méduse den Kopf abzuschlagen, und Céphée hat ihm als Lohn die Hand seiner Tochter versprochen.
Szene 3. Céphée und die anderen bitten die Götter, Jupiters Sohn bei seinem Kampf gegen Méduse zu unterstützen.
Szene 4. Obwohl er ihre Liebe nicht erwidert, sorgt sich Mérope um Persées Leben.
Szene 5. Andromède und Mérope bekennen einander, dass sie beide Persée lieben (Andromède: „Infortunées qu’un monstre affreux“). Ohne eifersüchtige Gefühle vereinen sie ihre Sorgen um ihn.
Szene 6. Persée gesteht Andromède seine bislang hoffnungslose Liebe. Er werde sie immer verteidigen, auch wenn sein einziger Lohn darin bestehe, sie sehen zu dürfen. Andromède versichert ihm zunächst, dass ihr Herz weiterhin Phinée gehöre. Sie glaubt, ihn dadurch von dem gefährlichen Kampf abhalten zu können. Erst als diese Taktik keinen Erfolg hat, bekennt auch sie ihm ihre Liebe.
Szene 7. Der Götterbote Mercure teilt Persée mit, dass ihm auf Wunsch seines Vaters Jupiter sämtliche Götter mit Ausnahme Junos ihren Beistand versprochen haben.
Szene 8. Im Auftrag des Gottes Vulcanus überreicht eine Gruppe tanzender Zyklopen Persée ein Schwert und geflügelte Schuhe wie diejenigen Mercures.
Szene 9. Eine Gruppe tanzender kriegerischer Nymphen bringt ihm von der Göttin Pallas einen diamantenen Schild.
Szene 10. Eine Gruppe tanzender Gottheiten der Unterwelt gibt ihm den Helm Plutos.

### Dritter Akt
Die Höhle der Gorgonen
Szene 1. Méduse erzählt den anderen beiden Gorgonen Euryale und Sténone (Stheno) ihre Vergangenheit: Die Göttin Pallas beneidete sie um ihre Schönheit und verwandelte sie in dieses hässliches Monster. Jetzt ist sie gezwungen, den Göttern für ihre Rachegelüste zu Diensten zu sein. Da sie nun nicht mehr geliebt werden kann, besteht ihr einziges Vergnügen darin, gehasst zu werden.
Szene 2. Mercure dringt in die Höhle ein und versetzt die Gorgonen mit seinem Zauberstab in Schlaf.
Szene 3. Mercure ruft Persée herein, der sich den Schild vor die Augen hält und Méduse so gefahrlos den Kopf abschlagen kann. Er wickelt ihn in ein Leinentuch, um ihn mitzunehmen.
Szene 4. Die anderen Gorgonen wachen auf und versuchen, Persée anzugreifen. Plutos Helm macht ihn jedoch unsichtbar. Chrysaor, Pegasus und andere Ungeheuer erstehen aus dem Blut Méduses und suchen vergeblich nach dem unsichtbaren Gegner.
Szene 5. Persée fliegt mit dem Haupt Méduses davon. Mercure zwingt die Euryale, Sténone und die anderen Ungeheuer durch einen Riss im Boden in die Unterwelt.

### Vierter Akt
Felsenküste am Meer
Szene 1. Die Aithiopier erwarten sehnsüchtig die Rückkehr des Helden Persée, von dessen Sieg sie bereits erfahren haben. Nur Phinée und Mérope müssen jetzt ihre Hoffnungen begraben.
Szene 2. Während Phinée und Mérope ihren Gefühlen Ausdruck geben, bricht ein furchtbarer Sturm aus.
Szene 3. Der Höfling Idas berichtet Phinée und Mérope, dass Andromède auf Befehl Junos von Tritonen entführt und an einen Felsen verschleppt wurde, wo sie von einem Meeresungeheuer gefressen werden soll. Die Aithiopier können nur hilflos zusehen und ihre Prinzessin beklagen. Lediglich Phinée verspürt kein Mitleid (Arie Phinée: „L’Amour meurt dans mon coeur“).
Szene 4. Céphée und Cassiope bejammern das grausame Schicksal ihrer Tochter. Cassiope fleht die Götter an, das Mädchen zu verschonen. Sie selbst sei der Grund für den Hass Junos, Andromède dagegen unschuldig.
Szene 5. Nereiden und Tritonen ketten Andromède an den Felsen. Diese hat sich in ihr Schicksal ergeben und ist bereit, den Tod für die Rettung ihres Volks auf sich zu nehmen. Ihre Gedanken richten sich an ihre Geliebten Persée.
Szene 6. Als das Meeresungeheuer aus dem Meer stößt, kommt Persée herbeigeflogen und besiegt es im Kampf. Die Nereiden und Tritonen ziehen sich zurück, und auch der Sturm lässt nach (Chor der Tritonens und Nereiden: „Descendons dans l’eau“).
Szene 7. Die Aithiopier und Seeleute mit ihren Frauen feiern den Sieg Persées mit Tanz und Gesang.

### Fünfter Akt
Der für die Hochzeit von Persée und Andromède vorbereitete Ort
Szene 1. Mérope leidet unter ihrer unglücklichen Liebe.
Szene 2. Phinée teilt Mérope mit, dass Juno ihm durch ihre Gehilfin Iris befohlen habe, sie bei ihrer Rache zu unterstützen.
Szene 3. Der Hohepriester des Gottes Hymenaios und seine Gehilfen bereiten die Hochzeitszeremonie vor (Hohepriester und Chor: „Hymen! O doux Hymen“).
Szene 4. Mérope warnt die Anwesenden vor den Plänen Phinées und rät zur Flucht. Persée ist bereit, seinen Gegner zu erwarten.
Szene 5. Phinée und seine Anhänger dringen herein und bedrohen die Anwesenden. Céphée, Persée und andere stellen sich ihnen entgegen.
Szene 6 [5f]. Cassiope und Andromède beobachten das Geschehen voller Entsetzen.
Szene 7 [6]. Céphée berichtet, dass Juno das Volk zu Aufständen angestachelt habe, bei denen Mérope durch einen für Persée bestimmten Pfeil getötet wurde. Dessen Anhänger seien zahlenmäßig unterlegen und hätten keine Hoffnung auf Sieg.
Szene 8 [7]. Persée vernichtet die Feinde, indem er ihnen das Haupt Méduses zeigt.
Der Venuspalast
Szene 9 [8]. Der Palast Vénus’ senkt sich vom Himmel herab. Die Göttin verkündet den Aithiopiern, das sie in Zukunft unter dem Schutz Jupiters stehen und auch Juno mittlerweile ihren Groll beigelegt habe. Vénus, L’Hymenée und L’Amour vereinen Persée und Andromède miteinander und versetzen sie zusammen mit Cassiope und Céphée als Sternbilder in den Himmel. Die Aithiopier feiern den glücklichen Ausgang.

## Gestaltung

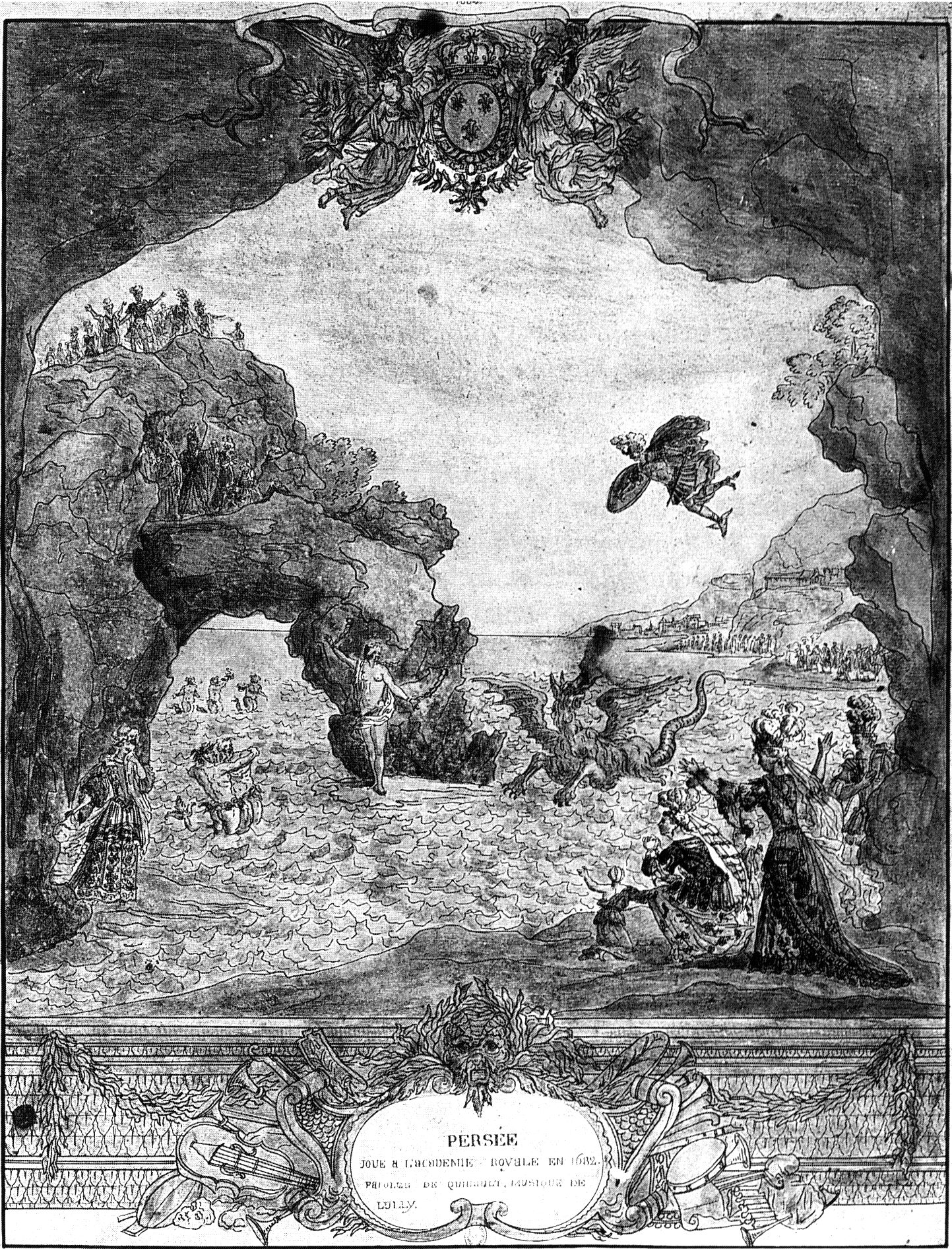
Jean Berain: Szenenbild des vierten Akts

Das Orchester besteht aus einer Blockflöte, einer Traversflöte, einer Oboe, einem Fagott, Streichern und Basso continuo.
Cuthbert Girdlestone hielt Persée für „eine der am besten konstruierten Tragödien Quinaults“. Der äußeren Handlung, die einen Konflikt der Aithiopier mit den Göttern beschreibt, ist ein Liebeskonflikt gegenübergestellt. Die Titelfigur Persée verbindet diese beiden Sphären, da er sowohl der Welt der Menschen angehört als auch göttlicher Abstammung ist.
Wie der Text ist auch Lullys Musik streng durchorganisiert. Sie folgt in allen Akten einschließlich des Prologs einer genau durchdachten Tonartenfolge. In dieser Oper vergrößerte Lully im Vergleich mit seinen früheren Werken den Aufgabenbereich des Chores. Auch findet sich hier erstmals eine vom Orchester begleitete Soloszene (Andromède: „Infortunées qu’un monstre affreux“, II:5).
Der Titelfigur Persée ist die größte Anzahl von auf der Bühne gezeigten heldenhaften Taten aller Lully-Opern zugewiesen. Im dritten Akt tötet er Méduse, im vierten rettet er seine Geliebte Andromède vor dem Meeresungeheuer und im fünften besiegt er Phinée und die von Juno angestachelten Aufständischen.:79 Diese Oper ist die erste Tragédie mit Tanzszenen für Frauen. Es gibt gemischte Paare im Tanzwettbewerb des ersten Akts, kriegerische Nymphen im zweiten, Ehefrauen der Seeleute im vierten und Aithiopierinnen im fünften Akt.:102
Das Furien-Thema erscheint zuerst im Vorspiel des dritten Akts vor dem Auftritt Méduses und anschließend noch einige weitere Male mit einem Höhepunkt bei der Enthüllung ihres Kopfes während Phinées Angriff im fünften Akt. Im Gorgonen-Terzett des dritten Akts bietet es einen starken klanglichen und tonartlichen Kontrast zum Schlummer-Thema beim Eintreffen Mercures. Später in diesem Akt ist eine durch schnelle Achtelfiguren der Bässe charakterisierte Sturmmusik zu hören. Es ist die früheste bekannte französische Sturmmusik.
Beim Publikum besonders beliebt waren Méropes Arie „Ah! Je garderai bien mon coeur“ (I:3), das Terzett Mérope/Andromède/Phinée „Ah! Que l’amour cause d’alarmes“ (I:4), die Gorgonenszene im dritten Akt, Phinées Arie „L’Amour meurt dans mon coeur“ (IV:3), der Chor der Tritonen und Nereiden „Descendons dans l’eau“ (IV:6) sowie der Gesang des Hohepriesters und seiner Gehilfen „Hymen! O doux Hymen“ (V:3).

## Werkgeschichte
Persée ist das sechste Werk, das Jean-Baptiste Lully gemeinsam mit seinem Librettisten Philippe Quinault für die Académie Royale de musique schuf. Der Inhalt basiert auf dem 4. Buch der Metamorphosen des Ovid. Quinault nutzte wahrscheinlich Pierre Corneilles 1650 aufgeführte Tragödie Andromède als weitere Vorlage. Der Widmung in der gedruckten Partitur zufolge wählte König Ludwig XIV. das Sujet persönlich aus, da er in Perseus einen idealen Helden von göttlicher Abstammung und überragenden Fähigkeiten sah, dessen Taten ausschließlich dem Wohl der Menschheit dienten. Lully setzte diese Eigenschaften mit denen des Königs gleich und erklärte, dass er deshalb diese Oper mit besonderer Hingabe geschaffen habe.
Bei der Uraufführung am 17. oder 18. April 1682 im Palais Royal sangen Clément „aînée“ (La Vertu), Jacques Cochereau (Phronime, Hohepriester Hymenées und 1. Aithiopier), Pierre Chopelet (Megathyme, Mercure und Matrose), Lalleman (La Fortune), Dupeyré (La Magnificence und Vénus), Loignon (L’Abondance und L’Amour), Charles Hardouin (Céphée), Bluquette (Cassiope), Marthe Le Rochois (Mérope), Marie Aubry (Andromède), Gabriel-Vincent Thévenard (Phinée), Courteil (Amphimédon), Lebel [Labé] (Corité), Drot (Proténor und Triton), Louis Gaulard Dumesny (Persée), François Beumavielle (Zyklop, Gottheit der Unterwelt, Idas, Thétis und 3. Aithiopier), Marie-Louise-Antoinette Desmâtins (kriegerische Nymphe), Claude Desvoyes (Méduse), Prunier (Euryale), Marianval (Sténone und 2. Aithiopier), de Saint-Christophe (L’Hymenée). Dem Journal de l’Opéra zufolge waren bei der Uraufführung lediglich der König, die Königin und der Dauphin anwesend.
Über einen Zeitraum von 88 Jahren gab es insgesamt 13 Wiederaufnahmen.:62 Im Juli und August 1682 wurde das Werk in Versailles gezeigt, obwohl Louis XIX. dort zu diesem Zeitpunkt noch nicht dauerhaft residierte. Am 6. August gab es dort eine kostenlose öffentliche Aufführung anlässlich der Geburt des Herzogs von Burgund, dem Enkel Ludwigs XIV. In Paris wurde es zunächst bis zum August 1682 gespielt. Wiederaufnahmen gab es dort oder in Versailles in den Jahren 1682, 1687, 1695, 1703, 1710, 1711, 1722/1723, 1735, 1737–1738, 1746, 1747 und 1770.:352–356 Im Repertoire der Concerts de la reine befand sich Persée 1737 bis 1742, 1746 und 1748.:67 Weitere Aufführungen gab es in Brüssel (1682, 1685, 1706 und 1707), Amsterdam (1688), Lyon (1696) und Marseille (1697).:71
1746 wurde der Prolog stark gekürzt und bei der Versailler Wiederaufnahme am 8. März 1747 durch einen vollständig neuen von La Bruère (Libretto) und Bernard de Bury (Musik) ersetzt. Der Text pries nun die Taten von Ludwig XV. Die Musik ist nicht erhalten.:82,95
Zwischen 1709 und 1747 erschienen insgesamt sieben Parodiefassungen als Opéra-comique, im Jahrmarkttheater oder im Théâtre-Italien. Alleine drei davon kamen im Jahr 1737 heraus.:238
1770 wurde das Werk anlässlich der Feier des Dauphins (des späteren Ludwig XVI.) mit Marie-Antoinette stark überarbeitet und auf vier Akte reduziert, indem die beiden letzten Akte zusammengefasst wurden. Der Prolog entfiel. Lediglich die Szenen 1 und 3–5 des dritten Akts von Lullys Oper blieben erhalten. Die Szenen II:4, IV:7 und V:2–4 wurden ersatzlos gestrichen. Für die Szenen I:4–6, II:5, II:8, III:2, IV:4, IV:7, V:4, V:7 und V:8 wurde die Musik neu komponiert.:95f Für den neuen ersten und vierten Akt war im Wesentlichen Antoine Dauvergne zuständig, für den zweiten François Rebel und für den dritten Bernard de Bury. Die Textfassung stammte von Nicolas-René Joliveau. Die hochambitionierten Pläne für die Inszenierung konnten allerdings aus finanziellen und technischen Gründen nicht vollständig realisiert werden. Anstelle der ursprünglich vorgesehenen 527 Kostüme wurden nur 451 neu genäht und 73 ältere Kostüme angepasst. Die Chöre konnten nicht aus den Wolken herabgelassen werden, und die Ungeheuer ließen sich nicht wie gewünscht bewegen. In der Probenphase und vor der zweiten Aufführung wurden einige Nummern gestrichen. Laut Textbuch wirkten über 80 Musiker, 90 Chorsänger und 70 Tänzer an der Produktion mit.:42–45 Anders als die petite presse im Journal de Bachaumont verschwieg die offizielle Berichterstattung der Mercure, dass Marie-Antoinette die Oper nicht gefiel.:252
1780 überarbeitete Jean-François Marmontel das Libretto für eine Neuvertonung von François-André Danican Philidor.
1997 wurde die Oper beim Festival d’Ambronay einer dreiaktige Parodiefassung Polichinelle-Persée mit barocken Marionetten gegenübergestellt.
Im November 2000 gab es eine Neuproduktion im Elgin and Winter Garden Theatre Centre mit dem Ensemble Tafelmusik und Mitgliedern des Concert Spirituel unter Hervé Niquet. Die Inszenierung stammte von Marshall Pynkoski, die Choreografie von Jeannette Zingg. Die Hauptrollen sangen Rufus Müller (Persée), Mark Stone (Céphée), Laura Pudwell (Cassiope), Nathalie Paulin (Andromède), Alain Coulombe (Phinée) und Michael Chioldi (Méduse). Die Produktion wurde dort 2004 wieder aufgenommen und auf DVD veröffentlicht.:8878
2001 gab es konzertante Aufführungen beim Festival International de Musique Baroque de Beaune und in der Pariser Cité de la musique mit dem Chœur de la Chapelle Royale de Versailles und dem Ensemble Les Talens Lyriques unter Christophe Rousset, von denen jeweils Audiomitschnitte existieren.:8874,8876

## Aufnahmen
- 13. Juli 2001 – Christophe Rousset (Dirigent), Les Talens Lyriques, Les Chantres de la Chapelle Royal de Versailles, Maîtrise du Centre de Musique Baroque de Versailles.
 Béatrice Mayo (La Vertu, Vénus und L’Amour), Laurent Slaars (Phronime, Méduse und Hohepriester Hymenées), Robert Getchell (Megathyme und Mercure), Salomé Haller (La Fortune und Mérope), Vincent Billier (Céphée, Zyklop und Idas), Monique Simon (Cassiope und L’Hymenée), Anna Maria Panzarella (Andromède und kriegerische Nymphe), Jérôme Corréas (Phinée), Cyril Auvity (Corité und Euryale), Paul Agnew (Persée), Bruno Rostand (Sténone und Triton).
 Live, konzertant aus Beaune.[10]:8874
- 16. September 2001 – Christophe Rousset (Dirigent), Ausführende wie am 13. Juli 2001.
 Live, konzertant aus der Cité de la musique in Paris.
 Astrée Naive E 8874 (3 CDs).[10]:8876
- April 2004 – Hervé Niquet (Dirigent), Marshall Pynkoski (Inszenierung), Tafelmusik Baroque Orchestra, Tafelmusik Chamber Choir.
 Olivier Laquerre (Céphée), Stéphanie Novacek (Cassiope), Monica Whicher (Mérope), Marie Lenormand (Andromède), Alain Coulombe (Phinée), Cyril Auvity (Persée), Colin Ainsworth (Mercure), Curtis Sullivan (Zyklop, Gorgone, Triton und Hohepriester Hymenées).
 Video; live aus dem Elgin and Winter Garden Theatre Centre in Toronto; stark gekürzt.
 Euro Arts DVD 2054178 (1 DVD).[10]:8878
- 15. und 16. April 2016 – Hervé Niquet (Dirigent), Orchester und Chor Le Concert Spirituel.
 Jean Teitgen (Céphée und Gottheit der Unterwelt), Marie Lenormand (Cassiope), Katherine Watson (Mérope), Hélène Guilmette (Andromède), Tassis Christoyannis (Phinée),  Mathias Vidal (Persée), Cyrille Dubois (Aithiopier, Mercure), Thomas Dolié (Aithiopier, Zyklop, Sténone, Triton), Chantal Santon-Jeffery (Aithiopierin, kriegerische Nymphe, Vénus), Marie Kalinine (Méduse), Zachary Wilder (Euryale).
 Fassung von 1770; aus der Opéra Royal du Château de Versailles.
 Alpha 967.[7]

## Digitalisate
- Persée, LWV 60: Noten und Audiodateien im International Music Score Library Project
- Partitur. Ballard, Paris 1682. Digitalisat bei Gallica
- Partitur. Baussen, Paris 1710. Digitalisat bei Gallica
- Libretto (französisch), Ballard, Paris 1682. Digitalisat bei Gallica
- Libretto (französisch), 1682. Digitalisat der Library of Congress